# Elena Etxegoyen Gaztelumendi
Elena Etxegoyen Gaztelumendi (Irun, 1961) és una política i advocada basca. Militant del Partit Nacionalista Basc, ha estat regidora de l'ajuntament d'Irun de 1999 a 2007 i senadora per Guipúscoa a les eleccions generals espanyoles de 2000 i 2004.